# Masilonyana Local Municipality
Masilonyana (englisch Masilonyana Local Municipality) ist eine Lokalgemeinde im Distrikt Lejweleputswa, Provinz Freistaat, Südafrika. Der Verwaltungssitz befindet sich in Theunissen. Nontsizi Moshana ist die Bürgermeisterin.
Der Gemeindename leitet sich vom Sesotho-Wort für die Berge in der Gemeinde ab.

## Städte und Orte
- Ikgomotseng (Soutpan)[3]
- Masjwemasweu (Brandfort)[3]
- Makeleketla (Winburg)[3]
- Masilo (Theunissen)[3]
- Mountain View
- Somerset
- Tshepong (Verkeerdevlei)[3]

## Bevölkerung
Im Jahr 2011 hatte die Gemeinde 59.895 Einwohner in 17.575 Haushalten auf einer Gesamtfläche von 6796,08 km². Davon waren 91,6 % schwarz, 6,9 % weiß, 1,15 % Coloured und 0,33 Inder bzw. Asiaten. Im Jahr 2016 waren es 62.770 Personen.